# Station Błaszki
Station Błaszki is een spoorwegstation in de Poolse plaats Błaszki.